# Balthasar Coymans (1652-1686)

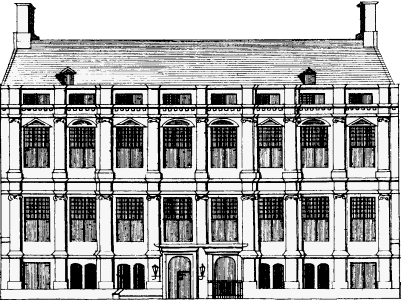
Keizersgracht 177. Het woonhuis en kantoor van de familie Coymans, ontworpen door Jacob van Campen in 1625. Tekening door Caspar Philips voor het Grachtenboek, uitgegeven in 1771

Balthasar Coymans (Amsterdam, 14 januari 1652 - Cadiz, 8 november 1686) was een koopman in Sevilla en trad daar op als zaakgelastigde voor de firma Coymans, betrokken bij de trans-Atlantische driehoekshandel. In 1685 kreeg hij toestemming (asiento) om slaven te leveren aan de Spaanse koloniën. Vanuit de havenstad Cadiz werd transporten georganiseerd naar Curaçao en doorverkocht aan kooplieden in Midden-Amerika. Op de terugweg werden zilver, cacao, tabak en suiker meegevoerd.
Balthasar was een zoon van Johannes Coymans (1601-1657) en Sophia Trip, en een kleinzoon van Elias Trip.

## Asiento de negros
In 1669 verkregen zijn neven Balthasar Coymans (1618-1690) en Joseph Coymans (1621-1677) een subcontract om slaven te verzenden naar Curaçao. De concurrentie bij Elmina nam toe, door de Engelsen die in 1672 de Royal African Company hadden opgericht en op Jamaica aanleverden. Ook de Deense West-Indische en Guineese Compagnie probeerde afbreuk aan de WIC te doen, en liet slaven aanvoeren naar het eiland Saint Thomas, dat zij sinds 1671 bezat. De concurrentie is nog eens aangezwengeld door de Franse Westindische Compagnie en de Grote Keurvorst van Brandenburg, die in 1682 de Brandenburgse Afrikaanse Compagnie was gestart in Emden.

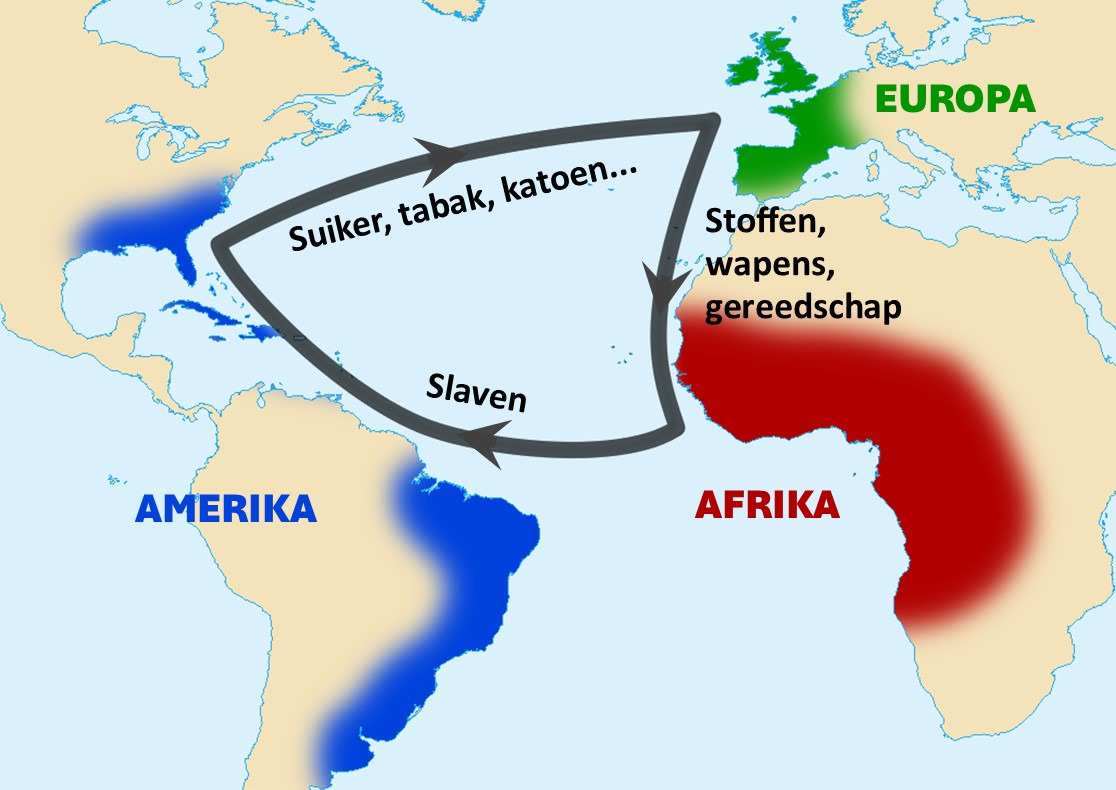
De driehoekshandel over de Atlantische Oceaan

Rond 1673 verhuisde hij zelf naar de Spaanse Andalusië en werkte samen met de uit Rotterdam afkomstige Pedro van Belle, die daar al sinds 1664 woonde, Jan Carcao zijn kassier en Balthasar Beck, op Curaçao.  Pedro van Belle gaf aan uit de slavenhandel te willen stappen en begon voor zichzelf; vervolgens ging Coymans in zee met kapitein Juan Barroso del Pozo (-1683) en zijn schoonzoon Nicolas Porcio. Balthasar adviseerde de firma, waaronder zijn zwager Carel Voet in Amsterdam om over het contract in overleg te treden met de WIC, die op Curaçao moest aanleveren. In 1680 verkregen Barosso en Porcio het Asiento. In 1682 is Balthasar door de Spaanse koning als administrateur van van de niet zo kredietwaardige Porcio benoemd, en dwong af hem op te volgen bij overlijden. Porcio hield zich niet aan het Asiento, smokkel en illegale slavenhandel en is in 1683 gearresteerd in Carthagena.
In juli 1684 begon de Spaanse regering, die dringend verlegen zat om cash onderhandelingen over een nieuw asiento. Op 23 februari 1685 verkreeg Balthasar Coymans van de Spaanse Kroon het octrooi (Asiento de Negros) om jaarlijks 3.000 slaven voor de Spaanse kolonies te leveren. Hij zegde toe 12.000 slaven te willen leveren in samenwerking met Henrico Staats en Manuel de Belmonte. Coymans verplichtte zich tot het zenden van tien katholieke geestelijken naar Curaçao om de slaven te bekeren voordat zij aan de Spanjaarden werden geleverd, alsmede tot levering van vier oorlogsschepen, in Amsterdam gebouwd en contante betaling aan de regering in de Spaanse Nederlanden. De WIC kreeg opdracht van de westkust van Afrika om slaven naar Curaçao te transporteren.  In april kreeg hij in Antwerpen toestemming slaven aan de gouverneur van Buenos Aires te leveren. De slaven werden direct op de kust van Zuid-Amerika afgezet en niet meer via Curaçao. 
Als gevolg was Coymans in staat een groot handelsnetwerk tussen Amsterdam, Madrid, Cádiz, West-Afrika, Curaçao, Caracas, Carthagena de Indias en Portobelo op te zetten. Niet alle slaven werden vanuit Afrika verscheept, maar een deel is vanuit Cadiz aangevoerd en van de Engelsen op Jamaica gekocht. (Balthasar Coymans was daar op tegen vanwege de vermeende lagere arbeidsproductiviteit van deze slaven.) Zijn agenten in Amsterdam waren zijn broer Joan Coymans, een van de grootste handelaren in linnen met de Spaanse wereld, en baron de Belmonte, woonachtig op Herengracht 586. Het handelshuis beleefde toen zijn hoogtijdagen, maar al in juli 1686 werd het contract door de Spaanse kroon stopgezet. De Spaanse koning liet een commissie instellen dat het nut en de legitimiteit van het asiento zou moeten onderzoeker. Theologen en juristen bogen zich over de kwestie. Het voordeel van de slavenhandel zou bij de katholieken moeten komen te liggen en niet bij de ketterse kooplieden uit het noorden. Bovendien verstoorden de Nederlanders met hun goedkope textiel en kleding (contrabande) de Spaanse handel in Zuid-Amerika. Spanje was bang dat de Nederlanders hun verzwakte kolonies zouden overnemen. De Nederlanders gebruikten het Asiento als dekmantel om waren Zuid-Amerika binnen te smokkelen. De zaak werd doorverwezen naar de Junta de Asiento de negros, een instelling die door de Nederlanders niet werd erkend.
Balthasar Coymans, bewindhebber generaal en als directeur generaal van de handel in slaven op Nieuw-Spanje, stierf in zijn huis in Cadiz, met veel meubels en schilderijen (zeegezichten), een eetkamer versierd met landkaarten. Hij bezat 130 boeken in meerdere talen, twee paarden, een paar slaven en mooie kleren. In zijn huis was een kleine kapel ingericht en hij had een priester in dienst, genaamd Don Francisco de Ribas. Coymans is bijna zes weken later in Westerkerk begraven.
In feite is het contract slechts twee jaar uitgevoerd, en in plaats van de 9.000 contractuele slaven, werden er in die periode slechts 4896 slaven geleverd. De Spanjaarden waren Coymans op dat moment al 500.000 pesos verschuldigd, maar voerden allerlei bezwaren aan, waardoor de samenwerking feitelijk tot een eind kwam.
Nicolás Porcio, die het Asiento in 1685 aan Coymans had verloren, voerde een propagandacampagne tegen de calvinistische Nederlanders, en dat vond na de dood van Coymans in het door de Inquisitie beheerste Spanje gehoor. De overeenkomst werd in maart 1687 geannuleerd en op de boedel van Balthasar Coymans was beslag gelegd; zijn crediteuren hadden nog een tijd lang ruzie over de betaling van aangegane verplichtingen. Coymans' opvolger, Jan Carçau, werd in maart 1688 gevangengenomen wegens fraude, en Pedro van Belle vluchtte naar Holland. Het Asiento werd door Spanje na veel aarzeling opnieuw verleend aan Porcio. De priester Francisco de Ribas stuurde in 1690 slaven naar Curaçao met een schip van de firma Coymans:
1690 Joan Coymans, oud-schepen alhier en ook voor Manuel de Belmonte, paltsgraaf van het Heilige Roomse Rijk en minister van de koning van Spanje, ook voor Samuel Timmerman [getrouwd met Leonora Coymans] en de erfgenamen van Henrico Staats, allen geïnteresseerden in de geanticisseerde (?) en betaalde mesades (maandlonen) aan de koning van Spanje ter eenre en Philippo van Hulten met procuratie van Balthasar Beck ook voor Coenraad Determeijer ter andere zijde. (Over 70319 (?) 3/4 stukken van achten (slaven!) uit Porto Belo door don Francisco de Ribas gezonden op Curaçao met het schip de Koning Balthasar. Zijn door directeur Willem Kerckrinck der WIC zich aangematigd enz, enz.
In 1691 liet Spanje scheidsrechters benoemen om de zaak Coymans te beoordelen